# Chronica sive Historia de duabus civitatibus
De Chronica sive Historia de duabus civitatibus (Kroniek of geschiedenis der twee steden) is een wereldkroniek van Otto van Freising (ca. 1112-1158). Otto schreef het werk tussen 1143 en 1146 en droeg het op aan Isingrim. De titel verwijst naar De Civitate Dei - Over de stad Gods - van kerkvader Augustinus (354–430).
Otto beschreef in zeven delen de wereldgeschiedenis, terwijl hij in het achtste deel een visioen over de Dag des oordeels beschrijft. Hij volgde hierbij de werken van kerkvader Hiëronymus, Orosius en Frutolf von Michelsberg.
In navolging van De Civitate Dei zag hij de wereldgeschiedenis als een strijd tussen de stad Gods en de aardse wereld. Hij ging hierbij veel minder dan Augustinus als theoloog te werk, maar meer als historicus. In het achtste boek deelde hij de geschiedenis in drie stadia in:
1. de tijd voor de genade, ante gratiam, van het heidendom sinds de schepping tot de eerste christelijke keizers Constantijn (307-337) en Theodosius (379-395). In deze periode overheerste de civitas terrena, de aardse stad;
2. de tijd van de genade, sub gratia, overheersing van de civitas permixta - de gemengde stad - tot het einde der tijden,
3. de tijd na de tegenwoordige, post praesentem vitam, de periode van de stad Gods, de civitas Dei.

In deze drie periodes ondergaan de civitas terrena en de civitas Dei een tegengestelde ontwikkeling. De civitas terrena verslechtert (miser, miserior, miserrimus), terwijl de civitas Dei verbetert (abiectus, prosper, beatus). De periodes lopen niet helemaal gelijk, want waar de tweede periode in de civitas Dei aanbreekt met de christelijke keizers, begint deze in de civitas terrena al met de verschijning van Christus. Zijn onderverdeling probeerde hij in te passen in de toen heersende periodisering van kerkvader Hiëronymus, gebaseerd op het Bijbelboek Daniël, dat een belangrijke rol speelde in het idee van translatio imperii.
Otto had het idee dat het einde der tijden niet ver was. Hij zag de uit de Gregoriaanse hervorming volgende excommunicatie van koning Hendrik IV door paus Gregorius VII in 1076 en de daaropvolgende investituurstrijd als een scheuring van de Kerk, de ecclesia. De verschijning van de Antichrist kon niet ver zijn.
Otto week hiermee af van de tweerijkenleer van Augustinus, die op aarde geen manifestatie van de civitates Dei zag. Voor Otto had die ook op aarde vanaf het begin der tijden bestaan, maar was aanvankelijk verborgen. Er waren wel sporen zichtbaar, met uitverkorenen als Abel, Isaak, Noach en andere Israëlieten. Met de komst van Christus werd deze wereld echt zichtbaar. Na een eeuwenlange strijd tussen de aardse stad en de stad van God brak met de christelijke keizers Constantijn en Theodosius een gelukkige periode aan waarin de aardse stad in diepe slaap raakte. Wel waren in deze civitas permixta nog slechte elementen aanwezig die verandering (mutation rerum), instabiliteit (mutabilitas) en veranderlijkheid (varietas) en daarmee crises veroorzaakten.
In de Chronica verhaalt Otto onder andere over een ontmoeting met bisschop Hugo van Jabala, die hem vertelde over een nestoriaanse christelijke koning in het oosten, priester Johannes genaamd. Otto sprak de hoop uit dat de kruisridders een bondgenootschap konden sluiten met priester Johannes, om de strijd tegen de Seltsjoeken in hun voordeel te beslissen. Dit is de eerste directe beschrijving van priester Johannes.
Het werk loopt van de schepping tot 1146, waarna Otto von St. Blasien het aanvulde tot 1209.